# (3359) Purcari
(3359) Purcari est un astéroïde de la ceinture principale.

## Description
(3359) Purcari est un astéroïde de la ceinture principale. Il fut découvert le 13 septembre 1978 à Naoutchnyï par Nikolaï Tchernykh. Il présente une orbite caractérisée par un demi-grand axe de 2,26 UA, une excentricité de 0,12 et une inclinaison de 5,7° par rapport à l'écliptique.

## Compléments